# Polyphagozerra
Polyphagozerra is een geslacht van vlinders uit de familie van de Houtboorders (Cossidae). De wetenschappelijke naam is voor het eerst gepubliceerd in 2011 door Roman Viktorovitsj Jakovlev.
De soorten van dit geslacht komen voor in Zuid- en Zuidoost-Azië.

## Soorten
- Polyphagozerra coffeae (Nietner, 1861)
- Polyphagozerra reticulata (Joicey & Talbot, 1916)